# El tesoro (película)
El tesoro es una película dirigida por Antonio Mercero, que se presentó en 1988 y se basa en la novela homónima del escritor vallisoletano Miguel Delibes. Fue presentada en la Semana Internacional de Cine de Valladolid, sin recibir una respuesta unánime del público ni a favor ni en contra.

## Reparto
| Intérprete            | Personaje               |
| --------------------- | ----------------------- |
| José Coronado         | Jero                    |
| Ana Álvarez           | Marga                   |
| Álvaro de Luna        | El Papo                 |
| Pepe Soriano          | Don Lino                |
| Javier Escrivá        | Delegado                |
| Juan Carlos Montalban | El Fibula               |
| Paco Pino             | Ángel                   |
| Pepe Colmenero        | Cristino                |
| Pedro Luis Lavilla    | El Harvard              |
| Saturnino García      | Cabrero                 |
| Lorenzo Ramírez       | Escolástico, el Alcalde |
| Mery Leyva            | Olimpia                 |
| Pedro del Río         | Subdirector             |
| Carmen Lozano         | La Pelaya               |
| Rafael Hernández      | Dueño del bar           |
| Francisco Vidal       | Secretario              |
| Javier Lozano         | Hombre 1º               |
| Remedios Boza         | Remedios Boza           |